# Baghbanlar (Aghdam)
Baghbanlar est un village de la région d'Agdam en Azerbaïdjan.

## Histoire
En 1993-2020, Baghbanlar était sous le contrôle des forces armées arméniennes. Le 20 novembre 2020, le village a été restitué sous le contrôle de l'Azerbaïdjan.